# Kiuas
Kiuas — пауэр-метал-группа из Финляндии. В их музыке присутствуют элементы пауэр-метала, фолк-метала и различных стилей экстремального метала. В некоторых песнях можно услышать и влияние прогрессивного метала.

## История
Группа Kiuas была образована в 2000 году в Эспоо. Выпущенные на собственные средства релизы "The Discipline of Steel" (2002) и "Born Under the Northern Lights" (2003) получили восторженные отзывы, и благодаря их успеху группа на короткое время подписала контракт с ныне несуществующим лейблом Rage of Achilles (Великобритания). В 2004 году в сотрудничестве с RoA группа выпустила мини-альбом "Winter in June". После недолгой совместной работы лейбл отказался от множества групп по причине проблем с финансами. Несколько месяцев спустя Kiuas поступило предложение о сотрудничестве от крупного лейбла Spinefarm Records.
В 2005 году вышел дебютный альбом "The Spirit of Ukko".
Второй студийный альбом группы "Reformation" был выпущен в мае 2006 года.
Третий полноформатный альбом Kiuas "The New Dark Age" был выпущен 12 марта 2008 года в Финляндии и Центральной Европе. 
Песня "Of Sacrifice, Loss and Reward" также была выпущена в качестве сингла в Финляндии 20 февраля 2008 года. Сингл занял 1-е место в официальном финском чарте синглов.
Альбом "Lustdriven", состоящий из 10 треков, спродюсированный Янне Йоутсенниеми (Janne Joutsenniemi, Ensiferum, Suburban Tribe и Stone) и сведенный Микко Кармилой (Mikko Karmila, Children Of Bodom, Nightwish), был выпущен 31 марта 2010 года.
27 октября Kiuas объявили об уходе певца Ильи Ялканена. В начале 2011 года Kiuas претерпела изменения в составе. Атте и Маркку покинули группу, и Kiuas представил новых участников: вокалиста (Асим Сеерах), клавишника (Яри Пайламо) и барабанщика (Райнер Туомиканто). 11 сентября 2012 года Kiuas объявили, что они уволили своего нового вокалиста.
29 августа 2013 года Kiuas официально объявили о распаде после финального концерта в Хельсинки 18 октября того же года.
В 2021 году на официальном сайте группы появилась информация о воссоединении в оригинальном составе. Было отыграно несколько туров по Финляндии.
В марте 2024 года группа выпустила новый мини-альбом под названием "Samooja: Pyhiinvaellus".

## Этимология
Слово «kiuas» с финского переводится как «плита», а название группы является сокращением от финского слова «hiidenkiuas» («курган»), что более литературно переводится как «курган из груды камней».

## Состав
Состав с 2011 по 2013 годы:
- Асим Сеарах (Asim Searah) — вокал
- Микко Саловаара (Mikko Salovaara) — гитара, бэк-вокал
- Теему Туоминен (Teemu Tuominen) — бас
- Яри Пайламо (Jari Pailamo) — клавишные
- Райнер Туомиканто (Rainer Tuomikanto) — ударные

Члены группы в 2001—2011 годах:
- Илья Ялканен (Ilja Jalkanen) — вокал
- Микко Саловаара (Mikko Salovaara) — гитара, бэк-вокал
- Теему Туоминен (Teemu Tuominen) — бас
- Атте Тансканен (Atte Tanskanen) — клавишные
- Маркку Наренева (Markku Näreneva) — ударные

## Дискография

### Демозаписи/EP
- The Discipline of Steel (англ.) (демозапись, 2002)
- Born Under the Northern Lights (демозапись, 2003)
- Winter in June (англ.) (EP, 2004)
- Kiuas War Anthems (EP, 2008)
- Sailing Ships (EP, 2009)
- Samooja: Pyhiinvaellus (EP, 2024)

### Студийные альбомы
- The Spirit Of Ukko (англ.) (2005)
- Reformation (англ.) (2006)
- The New Dark Age (англ.) (2008)
- Lustdriven (англ.) (2010)

### Синглы
- Race with the Falcons (2006)
- Of Sacrifice, Loss and Reward (2008)
- Of Love, Lust and Human Nature (2010)

### Видео
- The Decaying Doctrine[3] (2008)
- Conqueror[4] (2008)
- Of Love, Lust and Human Nature[5] (2010)

## Внешние ссылки
- Официальный сайт
- Kiuas на Spinefarm Records
- Kiuas на MySpace
- Kiuas  в Instagram